# Uwe-Volkmar Köck
Uwe-Volkmar Köck (* 14. Juli 1953 in Bitterfeld) ist ein deutscher Politiker (Die Linke).

## Leben
Uwe-Volkmar Köck beendete 1972 die Erweiterte Oberschule. Es folgte bis 1979 ein Studium der Biologie mit dem Abschluss als Diplom-Biologe an der Martin-Luther-Universität Halle-Wittenberg. Ab 1979 bereitete er sich mit einem Forschungsstudium auf seine 1982 abgelegte Promotion vor. Von 1981 bis 1991 war er als wissenschaftlicher Mitarbeiter an der Martin-Luther-Universität beschäftigt. Seit 1992 ist Köck selbständig und geschäftsführender Gesellschafter einer GmbH.
Er ist verheiratet und hat zwei Kinder.

## Politik
Köck war vor seinem Eintritt in die PDS Mitglied in der SED. Seit 1990 ist er Mitglied im Stadtrat der Stadt Halle. Seit 1998 (3. Wahlperiode) sitzt er für seine Partei im Landtag von Sachsen-Anhalt. Köck wurde im Wahlkreis 36 (Halle I) für das Landesparlament gewählt. Er sitzt für seine Fraktion im Ausschuss für Landesentwicklung und Verkehr  und im Ausschuss für Umwelt.

## Schriften
- Uwe-Volkmar Köck: Anthropogene Vegetationsveränderungen und Gewässereutrophierung im Einzugsgebiet der Seidenbach-Talsperre (Mittleres Erzgebirge). Dissertation. Universität Halle, 1982.